# Шуфрук
Шуфру́к (рос. Шуфрук) — селище у складі Туринського міського округу Свердловської області.
Населення — 10 осіб (2010, 30 у 2002).
Національний склад населення станом на 2002 рік: росіяни — 90 %.